# 吉田準史
吉田 準史（よしだ じゅんじ）は、大阪府出身の日本の自動車工学・機械工学者。大阪工業大学工学部機械工学科教授。工学博士。自動車技術会音質評価技術部門委員会委員。日本機械学会機械力学・計測制御部門運営委員会元委員。日本音響学会音デザイン調査研究委員会元委員。
主な専門は、自動車工学、機械制御工学（特に振動工学・音響工学）、感性工学。

## 経歴
1996年大阪市立大学（現在の大阪公立大学）工学部機械工学科卒業。本田技術研究所にて、自動車工学の技術開発に携わり、中でもエンジンや車体の振動・騒音対策の研究に長年従事し、2006年宇都宮大学より博士号を取得（工学博士）。2009年大阪工業大学工学部機械工学科に着任し、現在は、同学科教授。その間、2013年にはミュンヘン工科大学客員研究員として、自動車騒音の音質評価に関する研究にも携わる。
主な所属学会は、自動車技術会、日本機械学会、日本音響学会、ドイツ音響学会、映像情報メディア学会。主な受賞は、本田技術研究所業務表彰。主な著書は、「自動車用制振・遮音・吸音材料の最新動向」（共著、シーエムシー出版2018、学術書）。

## 主な研究
- 電気自動車(EV)の運転者に人工的に音・振動を与える技術の研究
- ハイブリッド車(HV)エンジン自動始動音・振動の感じ方に関する研究
- 車速認知と車内快適性の両立を目的とした車内音・振動に関する検討[2]
- 実稼働伝達経路解析(TPA) とCAEによる主成分寄与を用いたディファレンシャルギアノイズ解析法の開発と最適化手法の活用（トヨタ自動車との共同研究）[3][4]
- 加速運転時の車内音に対する嗜好性に関する研究[5]
- 家電機器・農業機械の振動騒音改善に関する研究

産学共同活動として、2020年に東陽テクニカと大阪工業大学機械工学科が共同出資し設立したベンチャー企業のBettervibes Eng代表取締役としてコンサルティングを行っている。これは、自動車やその他機械の設計、製造過程において製品に生じる振動や騒音を計測・解析に対するアドバイザリー業務のニーズに応えるものである。
また、指導する機械工学科研究室のメンバーが、日本機械学会関西支部2018年度関西学生会卒業研究発表講演会ベストプレゼンテーション賞を受賞し、トヨタ自動車へ就職した。